# Джаншиев, Григорий Аветович
Григорий Аветович Джанши́ев (17 мая [29 мая] 1851, Тифлис — 17 июля [30 июля] 1900, Москва) — российский правовед, публицист, историк и армянский общественный деятель.

## Биография
Родился 17 (29) мая 1851 года в семье армянского мокалака (мещанина) Аветика Глахича, который занимался в Тифлисе торговлей персидскими коврами. Учился сначала в местной реформатской приходской, потом армянской приходской школах, с 1861 года — в приготовительном классе Тифлисской губернской гимназии; с 1864 года — в Лазаревском институте восточных языков как стипендиат фамилии Лазаревых, с 1866 года — «Александровский» стипендиат. Окончил полный гимназический курс в 1870 году вторым учеником, с серебряной медалью. В юности получил искривление позвоночника.
Поступил на медицинский факультет Московского университета, но спустя 3 недели, увидев анатомический театр, перешёл на юридический факультет, который окончил в 1874 году. С 1878 года состоял присяжным поверенным в Москве.
В 1876—1878 годах работал судебным репортёром газеты «Московские ведомости», затем — газеты «Русские ведомости». В 1880—1884 годах был секретарём Московского юридического общества.
В 1891 году посетил Константинополь, после чего стал заниматься армянским вопросом в Оттоманской империи.
Первым начал изучение истории реформ 1860-х, в частности судебной реформы, посвятив вопросу несколько монографических исследований; также написал ряд биографических этюдов о ведущих деятелях крестьянской и судебной реформ (в частности о П. Н. Глебове). Автор двадцати пяти книг; его книга «Из эпохи великих реформ» (1892) выдержала ряд дополненных переизданий ещё при жизни автора; если 1-е издание книги содержало 263 страницы, то 2-е — 299, 3-е — 383 страницы; 4-изд. (1893 г.) — 591, 5-е изд. (1894 г.) — 716, 6-е изд. (1896 г.) — 797, а 8-е изд. (1900 г.) — 820 страниц. Написал несколько статей для Энциклопедического словаря Брокгауза и Ефрона.
Умер в Москве 17 (30) июля 1900 года. Похоронен на Армянском кладбище.